# Hirtella guyanensis
Hirtella guyanensis är en tvåhjärtbladig växtart som först beskrevs av Karl Fritsch, och fick sitt nu gällande namn av Noel Yvri Sandwith. Hirtella guyanensis ingår i släktet Hirtella och familjen Chrysobalanaceae. Inga underarter finns listade i Catalogue of Life.